# Víctor Chirinos
Víctor Chirinos Farines (nascido em 1 de fevereiro de 1941) é um ex-ciclista venezuelano. Participou nos Jogos Olímpicos de 1960 em Roma, terminando em vigésimo terceiro lugar na prova de contrarrelógio por equipes (100 km).